# Eugen von Steinmann
Gottlob Hugo Eugen von Steinmann (* 30. November 1839 in Baumgarten, Landkreis Frankenstein, Provinz Schlesien; † 1899 in Liegnitz, Landkreis Liegnitz) war ein preußischer Landrat in Stuhm, Zell, Köln und Rawitsch.

## Leben
Der Protestant Eugen von Steinmann war ein Sohn des Rittergutsbesitzers zu Pristram bei Heidersdorf, Carl Friedrich Ludwig von Steinmann und dessen Ehefrau Eleonore geb. Gotheim. 1856 begann von Steinmann seine berufliche Ausbildung, in dem er als Forsteleve erste Kenntnisse im Forstdienst erlangte. Anschließend legte er als Einjährig-Freiwilliger seinen Militärdienst ab und begann zugleich im Jahr 1858 ein Studium der Rechts- und Kameralwissenschaften an der Schlesischen Friedrich-Wilhelms-Universität in Breslau. 1858 wurde er im Corps Marchia Breslau recipiert. 1859/1860 besuchte von Steinmann dann die Forstakademie in Neustadt / Westpreußen, bevor er vom 12. November 1860 bis zu seinem Abschied als Hauptmann am 18. Oktober 1871 als aktiver Soldat im preußischen Heer diente. So gehörte er bei seiner Heirat 1868 als Premierleutnant dem königlich preußischen Jäger-Bataillon No. 8 an.
Nach seinem Abschied vom Heer nahm Steinmann seine juristische Ausbildung wieder auf und trat als Gerichtsreferendar bei dem Kammergericht in Berlin (3. Juli 1872) in den Preußischen Justizdienst ein. Hierauf folgte mit Bestallung vom 15. März 1875 seine Ernennung zum Landrat des Kreises Stuhm. Am 2. Februar 1878 erhielt er zunächst kommissarisch seine Berufung zum Landrat des Kreises Zell, der am 16. August 1878 die definitive Ernennung folgte. Da sich aber zeitgleich der Bürgermeister von Traben-Trarbach um die Stelle als Landrat des Kreises Zell bewarb, entstand ein bis 1882 anhaltender Konflikt, den letztlich der Koblenzer Regierungspräsident gegen Steinmann entschied. 1880 legte Steinmann die Große Staatsprüfung zur Eignung für den höheren Verwaltungsdienst ab und wechselte im Anschluss im August 1884 an die Königlich Preußische Regierung zu Köln. Während seiner dortigen Dienstzeit übernahm er von August 1884 bis Juni 1885 auftragsweise die Verwaltung des Landratsamtes des Landkreises Köln. Anschließend wechselte er noch 1885 als neuer Landrat des Kreises Kröben mit Sitz in Rawitsch in die Provinz Posen. Bei Aufteilung des Kreises im Jahr 1887 blieb er in Rawitsch als Landrat des neu gebildeten Kreises Rawitsch.
Unter gleichzeitiger Bestallung zum Regierungsrat am 17. April 1891 in die allgemeine Landesverwaltung übernommen und an die Königlich Preußische Regierung zu Liegnitz überwiesen, trat von Steinmann zum 1. Oktober 1897 auf eigenen Antrag vom 8. Juli 1896 und unter gleichzeitiger Charakterisierung als Geheimer Regierungsrat in den Ruhestand.

## Familie
Steinmann heiratete am 21. Oktober 1868 in Jamitzow Friederike Julie Charlotte Auguste von Krauthoff (geboren am 4. Oktober 1845 in Jamitzow), die Tochter des Justizrats und Gutsbesitzers Eduard von Krauthoff und dessen Ehefrau Marie von Krauthoff, geborene von Färber (Ferber). Friederike von Steinmann war 1878 Vorsitzende des Frauenvereins in Zell (Mosel).
Das Ehepaar hatte eine Tochter Marie Bertha Chlothilde (geboren am 7. Juni 1885; gestorben 26. Januar 1968), diese heiratete kirchlich am 30. Oktober 1905 in Liegnitz den aus Stolp kommenden Hauptmann im 2. Rheinischen Infanterie-Regiment zu Ehrenbreitstein und späteren Oberstleutnant, Otto Gebhard Axel von Treschow (geboren 18. Juni 1869; gestorben 25. November 1946).